# 17 (Emis Killa e Jake La Furia)
17 è un album in studio dei rapper italiani Emis Killa e Jake La Furia, pubblicato il 18 settembre 2020 dalla Epic Records.

## Tracce
1. Broken Language – 1:49
2. Malandrino – 3:01
3. No Insta (feat. Lazza) – 2:59
4. Renè & Francis – 2:56
5. Amore tossico – 3:11
6. 666 – 2:21
7. Sparami (feat. Salmo, Fabri Fibra) – 3:08
8. Lontano da me – 3:45
9. Maleducato – 2:52
10. L'ultima volta (feat. Massimo Pericolo) – 3:30
11. La mia prigione – 2:41
12. Toro loco – 2:44
13. Gli amici miei (feat. Lazza) – 4:28
14. Medaglia – 3:18
15. Il seme del male – 2:35
16. Cowboy (feat. Tedua) – 3:00
17. Quello che non ho – 3:33

Tracce bonus nella Dark Edition
1. Crudo – 2:48
2. No Cap (feat. Geolier) – 3:13
3. Per tutta la città (feat. Ernia) – 2:46
4. OK così – 2:28
5. Più lei che noi (feat. Rkomi) – 3:04
6. L'ultima volta RMX (feat. Speranza) – 3:37
7. Il seme del male RMX (feat. Not Good & Inamos) – 2:43

## Classifiche

### Classifiche settimanali
| Classifica (2020) | Posizione massima |
| ----------------- | ----------------- |
| Italia            | 1                 |

### Classifiche di fine anno
| Classifica (2020) | Posizione |
| ----------------- | --------- |
| Italia            | 18        |
| Classifica (2021) | Posizione |
| Italia            | 31        |